# عمران القصير
عِمْران بن مسلم المنقري أَبُو بكر البَصْرِيّ القصير، تابعي وراوي حديث نبوي من الثقات، من أهل البصرة. رأى أنس بن مالك. روى له الجماعة سوى ابن ماجه.

## روايته للحديث النبوي
- روى عن: إبراهيم التيمي، وأنس بن سيرين، والحسن البصري، وسَعِيد بْن سُلَيْمان الربعي، وعبد الله بن دينار، وعَبْد اللَّه بْن أَبي القلوص، وعطاء بن أبي رباح، وعمرو بن دينار قهرمان آل الزبير، وقيس بْن سعد المكي، ومحمد بن سيرين، ومحمد بن واسع، وأبي رجاء العطاردي.
- روى عنه: بحر بْن كنيز السقاء، وبشر بن المفضل، وبكير بن شهاب الدامغاني، والجراح بْن مليح الرؤاسي، عفر بْن سُلَيْمان الضبعي، وحاتم بْن إسماعيل، وحماد بْن مسعدة، وخالد بن الحارث، وسفيان الثوري، وسويد بْن عَبْد العزيز، وعبد الله بْن رجاء المكي، وعُمَر بن محمد بن معدان، ومحمد بن راشد المكحولي، ومعدي بْن سُلَيْمان، ومهدي بن ميمون، والهيثم بْن جماز، ويحيى بن سعيد القطان، ويحيى بْن سليم الطائفي.[1]
- الجرح والتعديل: ذكره ابن حبان في كتاب الثقات، قال علي بن المديني: «له نحو عشرين حديثًا.»، ووثّقه أحمد بن حنبل ويحيى بن معين وأبو داود وعباس الدوري وأبو حاتم الرازي وقَال النسائي: «ليس به بأس.»، وقال ابن عدي: «حسن الحديث، وإنما ذكرته لأنه يروي أشياء لا يرويها غيره، ويتفرد عنه قوم بتلك الأحاديث»، روى له الجماعة سوى ابن ماجه.[1]

## هوامش
- 1 هناك راوي حديث آخر اسمه عمران القصير أيضًا، روى عن أنس بن مالك، ولم يرو عنه إلا جعفر بْن برقان. وهو راوي به ضعف.[2]